# Léon Salagnac
Léon Salagnac, né le 6 mars 1894 à Treignac (Corrèze) et mort le 11 décembre 1964 à Malakoff (Hauts-de-Seine), est un homme politique français. Membre du Parti communiste français, il est député et maire de Malakoff.

## Biographie
Issu d'une famille d'ouvriers ruraux pauvres, Léon Salagnac commence à travailler à 13 ans comme apprenti charpentier et se syndique à 15 ans. Mobilisé pendant la Première Guerre mondiale, il est fait prisonnier. À son retour en France, il renoue avec l'action syndicale.
Il adhère au Parti communiste français en 1921. Militant actif, il est délégué à Moscou en octobre 1929 lors la cérémonie du XIIe anniversaire de la Révolution.
Aux élections municipales du 12 mai 1935, il est élu conseiller municipal de Malakoff. Il devient premier adjoint au maire le 12 mars 1938. Consécutivement aux mesures de répression prises contre les communistes, il est placé en détention surveillée en décembre 1939 et déchu de son mandat le 29 février 1940. Il est libéré en août 1940.
Il est de nouveau arrêté le 25 janvier 1941 par la police de Vichy, pour distribution de tracts, et incarcéré à la Santé, puis interné à Aincourt le 21 avril 1941, et enfin à Rouillé le 6 septembre 1941. Il s’évade le 3 mars 1942 et rejoint la résistance communiste dans la région parisienne. En 1944, il est désigné président du Comité de libération de Malakoff.
Léon Salagnac est élu conseiller général de la Seine en 1945, réélu en 1953 et en 1959. Il est maire de Malakoff dès avril 1945, puis réélu en octobre 1947, janvier 1948, avril 1953 et mars 1959. Il est élu député de la 55e circonscription de la Seine en novembre 1962. Il siège à la commission de la production et des échanges de 1962 à 1964.
Il meurt le 11 décembre 1964 et est enterré au cimetière de Malakoff.

## Hommage
Un parc municipal à Malakoff, avec une stèle en sa mémoire, porte le nom de Léon Salagnac.